# Sebastian Schuschnig

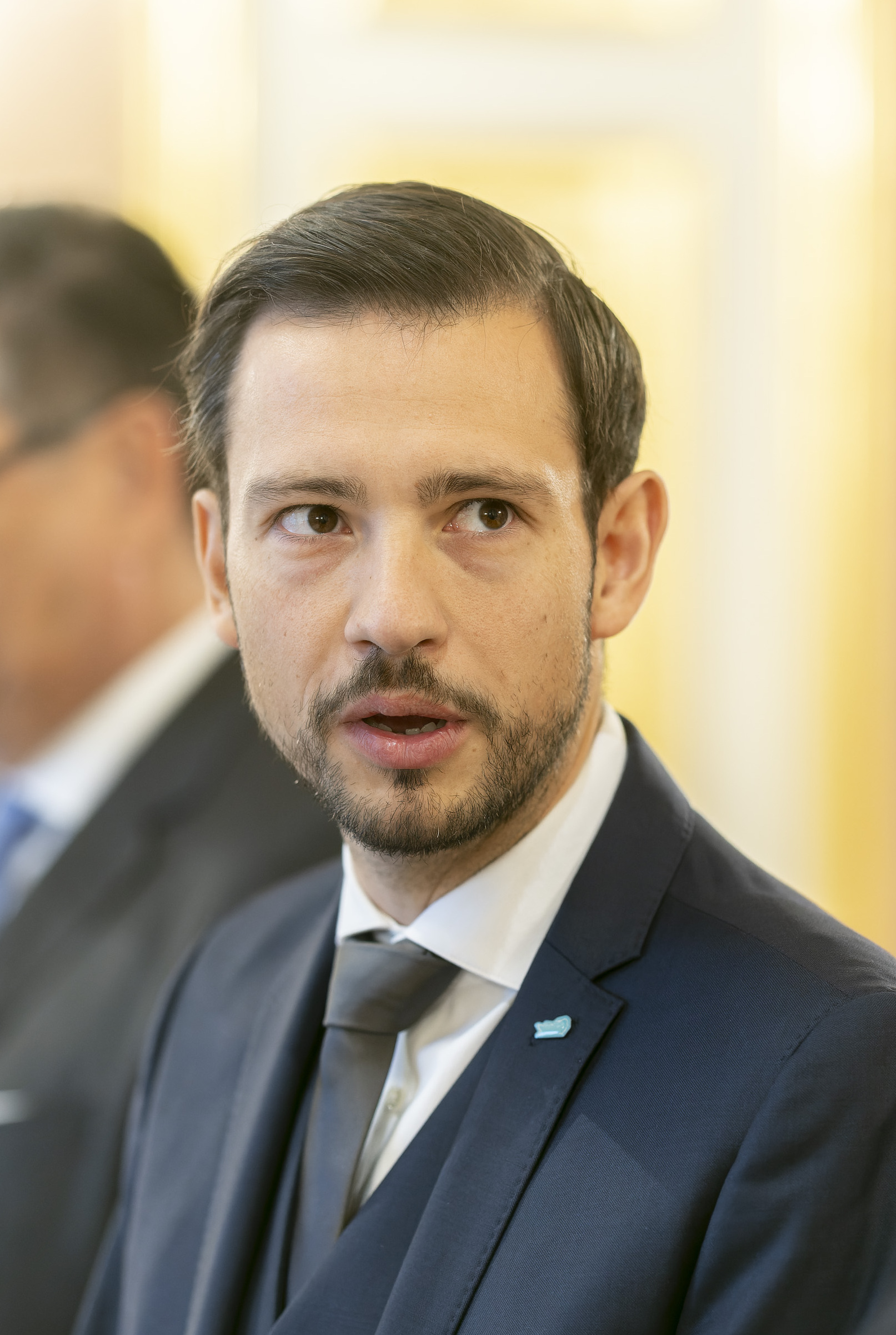
Sebastian Schuschnig (2022)

Sebastian Schuschnig (* 22. Dezember 1986 in Villach) ist ein österreichischer Jurist und Politiker (ÖVP). Er ist seit 9. Mai 2019 Landesrat in den Kärntner Landesregierungen Kaiser II und Kaiser III.

## Leben

### Ausbildung und Beruf
Sebastian Schuschnig wuchs in Bodensdorf am Ossiacher See auf. Nach der Matura am Peraugymnasium in Villach 2005 begann er ein berufsbegleitendes Studium der Rechtswissenschaften, das er 2017 an der Universität Linz als Magister abschloss.
Von 2006 bis 2017 war er juristischer Mitarbeiter in Rechtsanwaltskanzleien in Wien, Niederösterreich und Kärnten und der Wirtschaftskammer Kärnten, 2011/12 war er bei der ÖVP Kärnten tätig. Nach Abschluss des Studiums absolvierte er 2018 das Gerichtsjahr am Landesgericht Klagenfurt, an den Bezirksgerichten Klagenfurt und Feldkirchen und bei der Staatsanwaltschaft Klagenfurt und war als Rechtsanwaltsanwärter in einer Rechtsanwaltskanzlei tätig.

### Politik
Sebastian Schuschnig ist seit 2009 aktives Mitglied der ÖVP. Er war von 2009 bis 2011 Bezirksobmann der Jungen ÖVP Feldkirchen, von 2010 bis 2017 Landesobmann der Jungen ÖVP Kärnten und von 2012 bis 2015 Bundesobmann-Stellvertreter der Jungen ÖVP, außerdem stellvertretender Obmann des Wirtschaftbundes in Kärnten. Im April 2018 wurde er Landesparteisekretär der ÖVP Kärnten.
Am 15. April 2019 wurde er vom Parteivorstand der ÖVP Kärnten als Landesrat für die Referate Mobilität, Tourismus und Wirtschaft in der Landesregierung Kaiser II nominiert. Er folgte in dieser Funktion Ulrich Zafoschnig nach, der sein Amt aus gesundheitlichen Gründen zurücklegte. Die Wahl und Angelobung im Kärntner Landtag erfolgte am 9. Mai 2019. Die Agenden des ÖVP-Landesparteisekretärs übernahm interimistisch Landesgeschäftsführerin Julia Schaar. Im Dezember 2019 folgte Susi Hager als Landesparteisekretärin der Kärntner ÖVP nach.
Bei der Landtagswahl in Kärnten 2023 kandidierte er hinter ÖVP-Spitzenkandidat Martin Gruber an zweiter Stelle sowie als Spitzenkandidat in den Bezirken Spittal, Feldkirchen und Hermagor im Wahlkreis West. Dabei erreichte er mit 3127 Vorzugsstimmen hinter Gruber das zweitbeste Ergebnis der Volkspartei. In der Landesregierung Kaiser III erhielt er im April 2023 zusätzlich zu den bisherigen Agenden den Energiebereich von Landesrätin Sara Schaar sowie die Zuständigkeit für den Breitbandausbau.